# 密毛小雀花
密毛小雀花（学名：Campylotropis polyantha var. tomentosa）为豆科杭子梢属下的一个变种。

## 扩展阅读
- 維基物種上的相關：密毛小雀花